# Phytodromips multisetosus
Phytodromips multisetosus är en spindeldjursart som först beskrevs av D. McMurtry och Moraes 1985.  Phytodromips multisetosus ingår i släktet Phytodromips och familjen Phytoseiidae. Inga underarter finns listade i Catalogue of Life.